# Tiếng Hà Lăng
Tiếng Halang, còn gọi là tiếng Hà Lăng hay tiếng Salang, là một ngôn ngữ thuộc ngữ chi Bahnar, ngữ hệ Nam Á. Nó được nói ở tỉnh Attapu của Lào (khoảng 4.000 người) và ở tỉnh Kon Tum lân cận của Việt Nam (khoảng 20.000 người).  Tại Việt Nam, tiếng Ha Lăng được nói ở xã Đắk Na, huyện Tu Mơ Rông, tỉnh Kon Tum (Lê et. Al 2014: 175)
Từ Halang chỉ phương ngữ nói ở Việt Nam, còn Salang chỉ phương ngữ nói ở Lào. Halang hay Salang cũng có thể được dùng làm tộc danh chỉ người thuộc dân tộc nói ngôn ngữ này. Tuy nhiên, tại Việt Nam, người nói tiếng Halang được chính thức phân loại là một phân nhóm dân tộc Xơ Đăng.